# Obnażyć prawdę
Obnażyć prawdę (ang. Third Man Out) – amerykańsko-kanadyjski thriller w reżyserii Rona Olivera z 2005 roku, zrealizowany na potrzeby telewizji na podstawie powieści Richarda Stevensona.

## Opis fabuły
Prywatny detektyw Donald Strachey (Chad Allen) i jego partner borykają się z finansowymi problemami. Ich dom wymaga gruntownego remontu, a śledzenie niewiernych małżonków nie przynosi spodziewanych profitów. Pewnego dnia detektyw otrzymuje zlecenie od redaktora serwisu internetowego, Johna Rutki (Jack Wetherall). Co tydzień publikuje on w sieci nazwiska znanych osób o homoseksualnej orientacji i czerpie z tego zyski. Rutka twierdzi, że ktoś grozi mu śmiercią, a zadaniem Donalda jest dowiedzieć się, kto się za tym kryje. Sytuacja się komplikuje, gdy redaktor zostaje zamordowany.